# Zmiiv
Zmiiv (em ucraniano:   Зміїв; em ucraniano:   Змиёв) é uma cidade da Ucrânia, situada no Oblast de Carcóvia. Tem 55,77 km² de área e sua população em 2020 foi estimada em 14.254 habitantes.